# 3224-es mellékút (Magyarország)
A 3224-es számú mellékút egy közel 44 kilométeres hosszúságú, négy számjegyű mellékút Jász-Nagykun-Szolnok vármegye középső részén; Szolnok északi külterületeitől húzódik Tiszasülyig, a Tisza jobb parti oldalán közöttük fekvő, kisebb települések feltárásával. Egyes szakaszokon kátyús, máshol 2009-ben teljes útburkolatcserét hajtottak végre rajta. Vasútvonal nem keresztezi.

## Nyomvonala
Szolnok északi külterületei között, a Besenyszögi út vége közelében ágazik ki a 3225-ös útból, annak a régi kilométer-számozása szerint kevéssel a negyedik kilométere után, a jelenlegi állapot szerint a 6+700-as kilométerszelvénye közelében, északkeleti irányban. 1,6 kilométer után átível a Millér felett, s ugyanott átlép Besenyszög területére, melynek Millér telep nevű, zártkerti jellegű településrészét is átszeli; hamarosan elhalad az itt kialakított Jászkun emlékpark létesítményei mellett, majd még a harmadik kilométere előtt az M4-es autóút felüljárója alatt is. Az ötödik kilométerét elhagyva egy időre északnak fordul, de nem sokkal később visszatér a korábbi irányához. 9,2 kilométer megtétele után egy bekötőút ágazik ki belőle északnyugati irányba, ez Besenyszög különálló, Szórópuszta nevű településrészére vezet. 13,4 kilométer után Dobapuszta településrész házai között halad el, majd elhagyja Besenyszög területét.
Csataszög határai között folytatódik, a térségben kicsinek számító község déli szélét a 15. kilométere táján éri el. Előbb Sugár út, majd egy irányváltást követően Szebb Élet út a neve, így is lép ki a belterületről, a 17. kilométere közelében. 18,3 kilométer után átlép Nagykörű területére, majd ott kiágazik belőle kelet felé a 3223-as út: ez vezet be Nagykörű központjába, majd onnan tovább (igaz, a Tiszát csak komppal átszelve) Fegyvernekig. A 19+350-es kilométerszelvénye közelében ismét átszel egy vízfolyást, ugyanott elhalad egy négyes határpont mellett: a híd térségében érintkezik egymással Csataszög, Nagykörű, Hunyadfalva és Kőtelek közigazgatási határa.
Innen e két utóbbi település határvonalát követi, de Hunyadfalvát sokkal jobban nem is érinti: a megye legkisebb településére csak egy bekötőút vezet be, a 32 129-es számú mellékút, amely 20,6 kilométer után ágazik ki a 3224-esből, nyugat-délnyugati irányban. A 21. kilométerét elhagyva már teljesen kőteleki területek közt halad tovább, e település lakott területét nagyjából 24,5 kilométer után éri el. Települési neve előbb Szabadság út, majd a központban Szent István tér, a falu északi felében pedig Kossuth út; ezen a néven is lép ki a községből, nem sokkal a 28. kilométere előtt.
Tiszasüly az utolsó települése, melynek déli határszélét 30,8 kilométer után éri el, ott már északnyugati irányban húzódva. Majdnem pontosan a 33. kilométerénél jár, amikor – a falu temetője mellett – kiágazik belőle kelet felé a tiszaroffi komphoz vezető 3234-es út, onnantól pedig már belterületen folytatódik, Fő út néven. A központ északkeleti részén egy éles irányváltással nyugatnak fordul és Kiséri út lesz a neve; így is lép ki a község házai közül, a 36. kilométerét elhagyva. Utolsó kilométerein holtágak, halastavak és kisebb tanyacsoportok között halad, közben, 38,6 kilométer megtétele után átszeli a Jászsági-főcsatorna folyását is. Tiszasüly nyugati külterületei között, a Nagymajori tanyáknál ér véget, visszatorkollva a 3225-ös útba, annak a 27+400-as (újabb kilométer-számozás szerint 29+700-as) kilométerszelvénye közelében.
Teljes hossza, az országos közutak térképes nyilvántartását szolgáló kira.kozut.hu adatbázisa szerint 43,633 kilométer.

## Története
1934-ben a kereskedelem- és közlekedésügyi miniszter 70 846/1934. számú rendelete egy néhány kilométeres szakaszát (a tiszaroffi komphoz vezető elágazástól a tiszasülyi végpontjáig) harmadrendű főúttá nyilvánította, a Jászkisér és Kunhegyes közti 322-es főút részeként. A Tiszasüly és Kőtelek közti szakaszt 1968-ban építették ki, azelőtt a Tisza-gáton haladt az út. 1975-1980 között Kőtelek belterületén nyomvonalmódosítást hajtottak végre.

## Települések az út mentén
- (Szolnok)
- (Besenyszög)
- Csataszög
- (Nagykörű)
- (Hunyadfalva)
- Kőtelek
- Tiszasüly